# Kostel svatého Martina (Biskupice)
Kostel svatého Martina je římskokatolický chrám v obci Biskupice-Pulkov v okrese Třebíč. Je chráněn jako kulturní památka České republiky.

## Historie
První písemná zmínka o kostele pochází z roku 1398. Jde o stavbu pozdně renesanční se středověkým jádrem. V roce 1834 byla přistavěna oratoř a hudební kruchta.

## Popis
Jedná se o jednolodní chrám skládající se z odsazeného trojboce uzavřeného kněžiště, k jehož zdi přiléhá čtyřboká sakristie, z lodi obdélníkového půdorysu a hranolové věže. Ve věži je zavěšeny tři zvony (dva pocházející z 16. století, třetí z roku 1601).
Je farním kostelem biskupické farnosti.